# ضيفد برينغلي
ضيفد برينغلي (الاسم العلمي: Dyschoriste pringlei) هو نوع من النباتات يتبع جنس الضيفد من الفصيلة الأقنتية.